# Sádrovláknitá deska
Sádrovláknitá deska, krátce sádrovlákno, je kompozitní stavební materiál, sádra armovaná celulózovými vlákny. Tím se liší od sádrokartonu, což je sádrová deska, po obou stranách krytá kartonem.

## Popis
Sádrovláknitá deska se vyrábí ze sádry a papíru. Je homogenní (v každém bodě průřezu má stejné vlastnosti), má vysokou objemovou hmotnost a díky tomu i lepší vlastnosti v protipožární ochraně a ochraně proti hluku. Vlákna ve směsi papíru a sádry vytvářejí pevnou vazbu, obdobně jako armovací pruty u železobetonu.

## Vlastnosti
Pro sádrovláknité desky je tak charakteristická vysoká stabilita, pevnost a odolnost. Suché konstrukce s těmito deskami mají výborné akustické vlastnosti i díky inteligentní kombinaci materiálů a skladby konstrukce, montované stěny se sádrovláknitými deskami mají vyšší hodnoty vzduchové neprůzvučnosti než s běžnými sádrokartonovými deskami. Sádrovláknité desky mohou přijímat přebytečnou vlhkost a vydávat ji do suchého vzduchu v prostoru. Vyvážený poměr tepelné izolace a akumulace tepla zajišťuje příjemné a zdravé klima v prostoru. Protože sádra obsahuje vázanou vodu, která se při zahřátí uvolňuje a tím chladí, jsou sádrovláknité desky odolnější proti ohni.
Základní fyzikální vlastnosti:
- Specifická hmotnost 1150 kg/m3
- Součinitel tepelné vodivosti: 0,32 0,32 W/mK
- Měrná tepelná kapacita: 1,1 kJ/kgK
- Třída reakce na oheň: A2[1]

Desky se vyrábějí v různých rozměrech, například 1000x1500 nebo 1250x2500 mm a v tloušťkách od 10 do 25 mm. Dají snadno řezat pilou a vrtat. Ke konstrukci se obvykle připevňují speciálními šrouby, často s černěným (fosfátovaným) povrchem, který brání korozi.

## Použití
Sádrovláknité systémy jsou určeny pro použití od sklepa až po střechu, pro rekonstrukce i novostavby, pro dílčí řešení až po celé objekty. Významnou oblastí uplatnění pro sádrovláknité systémy jsou dřevostavby, u nichž lze těmito deskami vyztužovat dřevěné konstrukce nosných stěn a používat je i v exteriéru.V nabídce výrobců většinou nechybí sádrovláknité podlahové prvky, které tlumí zvuk kroků, tepelně izolují a brání šíření ohně.

## Označení
Sádrovláknité desky se často označují firemními názvy, například Fermacell (Xella), Rigidur (Saint-Gobain Rigips) a podobně.